# بازا
البازا (الاسم العلمي: Aviceda)، جنس من الطيور الجارحة في الفصيلة البازية. ينتشر هذا جنس بشكل واسع من أستراليا حتى جنوب آسيا عبورا إلى أفريقيا. والبازا تعرف أحيانا باسم باز الوقواق. ومن صفاتها الريش البارز في قمة رأسها.

## الأنواع
- باز الوقواق الإفريقي (Aviceda cuculoides)
- بازا جردن (Aviceda jerdoni)
- بازا سوداء (Aviceda leuphotes)
- بازا مدغشقر (Aviceda madagascariensis)
- بازا المحيط الهادئ (Aviceda subcristata)